# Osmylops bispinosus
Osmylops bispinosus är en insektsart som beskrevs av Oswald 1998. Osmylops bispinosus ingår i släktet Osmylops och familjen Nymphidae. Inga underarter finns listade i Catalogue of Life.